# Seleção Belga de Voleibol Masculino Sub-19
A Seleção Belga de Voleibol Masculino Sub-19, também conhecida como Bélgica Sub-19, é a seleção belga  de voleibol formada por jogadores com idade inferior a 19 anos. A equipe é mantida pela Federação Real Belga de Voleibol (FRBVB) e encontra-se na 7ª posição do ranking mundial da FIVB segundo dados de 4 de setembro de 2024.

## Resultados

### Jogos Olímpicos da Juventude
A Seleção Belga Sub-19 nunca participou dos Jogos Olímpicos da Juventude.

### Campeonato Mundial
| Campeonato Mundial Sub-19 | Campeonato Mundial Sub-19 | Campeonato Mundial Sub-19 |
| Ano                       | Sede                      | Classificação             |
| ------------------------- | ------------------------- | ------------------------- |
| 2007                      | Mexicali–Tijuana          | 6º                        |
| 2013                      | Tijuana–Mexicali          | 9º                        |
| 2015                      | Corrientes–Resistência    | 17º                       |
| 2021                      | Teerã                     | 11º                       |
| 2023                      | San Juan                  | 6º                        |
| 2025                      | Tasquente                 | 11º                       |

### Campeonato Europeu Sub-18/19
| Campeonato Europeu Sub-18 | Campeonato Europeu Sub-18 | Campeonato Europeu Sub-18 |
| Ano                       | Sede                      | Classificação             |
| ------------------------- | ------------------------- | ------------------------- |
| 2007                      | Áustria                   | 3º                        |
| 2009                      | Países Baixos             | 7º                        |
| 2011                      | Turquia                   | 7º                        |
| 2013                      | /                         | 3º                        |
| 2017                      | /                         | 7º                        |
| 2018                      | /                         | 7º                        |
| 2020                      | Itália                    | 6º                        |
| 2022                      | Geórgia                   | 6º                        |
| 2024                      | Bulgária                  | 6º                        |